# 学校法人日出学園
学校法人日出学園（がっこうほうじんひのでがくえん）とは、千葉県市川市菅野に本部を置く学校法人。初代理事長は青木要吉。

## 設置している学校
- 日出学園中学校・高等学校
- 日出学園小学校
- 日出学園幼稚園

## 沿革
- 1934年（昭和 9年）　日出学園幼稚園、日出学園小学校設置
- 1947年（昭和22年）　日出学園中学校設置
- 1950年（昭和25年）　日出学園高等学校設置